# Limnophila bituminosa
Limnophila bituminosa är en tvåvingeart som beskrevs av Alexander 1931. Limnophila bituminosa ingår i släktet Limnophila och familjen småharkrankar. Inga underarter finns listade i Catalogue of Life.